# 记忆 (期刊)
《记忆》（英文：Remembrance）是一份有关文化大革命的研究期刊，2008年由北京电影学院教授吴迪（笔名启之）与何蜀一同创办，是第一个专门针对“文革”进行学术研究的刊物。 《记忆》最初是电子刊物，2019年转为由美国德克萨斯州华文记忆出版社出版的学术季刊、编委均担任欧美或中国知名大学教职，但在中国大陆的大众普及版依然保持网络发行。

## 创办
2008年，北京电影学院教授吴迪（笔名启之）与前重庆市委党史研究室《红岩春秋》杂志社副主编何蜀一同创办《记忆》期刊，旨在为享受着共同命运的人们搭建一个说话的平台，然后通过邮件发送给学界同仁。2008年9月13日，《记忆》发表创刊号（第一期）。 2008年是每月出一期，到了2009年更改为半月刊。 2011年，何蜀离开《记忆》、另办文革期刊《昨天》。

## 发行文章
《记忆》文章作者包括海内外文革史学家、学者、文化大革命亲历者（如红卫兵、知青）等等。 有上千名读者订阅。 其内容着重于文化大革命历史，但也涵盖一些毛泽东时期的其它历史事件，包括土地改革运动、反右运动等等。
2019年，《记忆》转为由美国德克萨斯州华文记忆出版社出版的学术季刊，专门研究当代中国、以文革为重点，其编委均来自欧美或中国等地知名大学，包括哈佛大学、斯坦福大学、耶鲁大学、牛津大学、清华大学、北京大学等顶尖高校。

## 期刊信息
- 印刷版ISSN：2687-9964[5]
- 电子版ISSN：2687-9972[5]